# 東京都第3区
東京都第3区（とうきょうとだい3く）は、日本の衆議院議員総選挙における選挙区。1994年（平成6年）の公職選挙法改正で設置。

## 区域

### 現在の区域
2022年（令和4年）公職選挙法改正以降の区域は以下のとおりである。7区に属していた品川区北西部の第10〜13投票区が本区に戻り、品川区の分割が解消された一方、大田区の一部は26区に移行した。
- 品川区
- 大島支庁管内
- 三宅支庁管内
- 八丈支庁管内
- 小笠原支庁管内

この選挙区は、日本の衆議院における選挙区の中で、もっとも南北に長い選挙区である。
期日前投票は各特別出張所でも投票できるが、2022年の区割り変更前までの選挙において品川区民は3区に住所がある大田区の特別出張所での投票はできず、大田区民は品川区の出張所では投票できなかった。また、島嶼部の小笠原諸島への交通の便は、東京港（竹芝桟橋）と父島（二見港）を結ぶ貨客船（所要時間25時間30分、おおむね観光シーズンは3日に1便、オフシーズンは6日に1便就航）しかないため、議員の地元での活動は困難を極め、実務上の弊害が生じる。

### 2017年から2022年までの区域
2017年（平成29年）公職選挙法改正から2022年の小選挙区改定までの区域は以下のとおりである。2017年の小選挙区変更により、品川区北西部の第10〜13投票区が7区へ、大田区西部の第6・第8投票区が4区へ移動された。
- 品川区の一部
  - 品川第一・品川第二・大井第一・大井第二・大井第三・荏原第一・荏原第二・荏原第三・荏原第四・荏原第五・八潮の各地域センター管内
  - 大崎第一地域センター管内の東五反田1〜3丁目、西五反田1丁目、西五反田2丁目1〜21番、西五反田8丁目（4番1〜13号、5番、6番10〜23号、7・8番）、小山台1丁目、小山1丁目、荏原1丁目
  - 大崎第二地域センター管内（西五反田6・7丁目を除く）
    - 大崎1〜5丁目、西五反田8丁目（4番14・15号、6番1〜9号、9〜12番）、西品川1〜3丁目、広町1丁目、豊町1丁目、戸越1丁目[5]
- 大田区の一部
  - 嶺町・田園調布・雪谷・千束の各特別出張所管内
  - 鵜の木特別出張所管内の鵜の木2・3丁目
  - 久が原特別出張所管内（千鳥1丁目、池上3丁目を除く）
    - 北嶺町、久が原1〜6丁目、仲池上1・2丁目、東雪谷5丁目、南雪谷5丁目[6]
- 大島支庁管内
- 三宅支庁管内
- 八丈支庁管内
- 小笠原支庁管内

### 2017年以前の区域
1994年（平成6年）公職選挙法改正から2017年の小選挙区改定までの区域は以下のとおりである。
- 品川区
- 大田区[6]
  - 嶺町・田園調布・鵜の木・雪谷・千束の各特別出張所管内
  - 久が原特別出張所管内（池上3丁目を除く）
    - 久が原1〜6丁目、南雪谷5丁目、北嶺町、千鳥1丁目（1番、2番の一部）、仲池上1・2丁目、東雪谷5丁目

  - 矢口特別出張所管内の千鳥1丁目（20・21番、23番の一部）、千鳥2・3丁目
- 大島支庁管内
- 三宅支庁管内
- 八丈支庁管内
- 小笠原支庁管内

## 歴史
中選挙区（旧東京都2区）時代は自由民主党の石原慎太郎の地元として知られたが、石原が小選挙区制導入前に国会議員を辞職したため、同じ清和政策研究会の栗本慎一郎が地盤を譲り受ける形となった。最初の選挙となった1996年以来、時の野党第1党に所属する松原仁と自民党候補が接戦を繰り広げている。
1996年には、現職の栗本が、松原（当時新進党公認・新人）や宇佐美登（当時新党さきがけ公認・現職）などを破り当選。次点の松原とは5,402票差の接戦だった。しかし、栗本は通信傍受法に反対して自民党を離党。その後除名処分となり、内藤尚が新たに公認候補となった。
2000年の総選挙では、7人が立候補する混戦となったが、1,418票差で内藤を破り松原（民主党）が初当選。2003年の総選挙では、自民党が石原の三男である石原宏高を公認するが、8,687票差で松原が連続当選。以降、2021年まで20年余りに渡り松原と石原宏高による激しい保守対決が繰り返された。
2005年の総選挙では、郵政解散による自民党への追い風を受けた石原宏が松原を約2万8000票差で破り初当選し、松原は比例東京ブロックで復活当選した。2009年の総選挙では、自民党への逆風と民主党への追い風の影響もあり松原が石原宏に4万票以上の大差を付けて当選したが、2012年の総選挙では一転して民主党に対する逆風や反自民票が割れた影響もあり石原宏が2,016票差で小選挙区を制し、松原は比例復活当選した。2014年の総選挙でも前回同様の接戦となったが、石原宏が前回よりも倍以上の4,270票差で当選、松原が再び比例復活当選となった。
2017年の総選挙では、民進党東京都連会長であった松原が離党し希望の党から出馬。しかし、東京都知事・小池百合子の排除発言などで希望の党は逆風となって松原も1万票以上得票数を減らしたため、結果として石原宏が前回より3倍以上の得票差で小選挙区3連勝を果たし、松原は三たび比例復活当選となった。
2021年の総選挙では、希望の党解党後無所属であった松原が昨年に発足した新・立憲民主党から出馬。石原宏を公認する自民党は、岸田文雄総裁が投開票前日の最終演説を東京都第3区内の大井町駅前で行い石原を支援したが、結果として松原が8,208票差で12年ぶりに小選挙区の議席を獲得。石原は比例最下位で辛うじて復活当選した。
第50回衆議院議員総選挙からは、東京都は25選挙区から5増の30選挙区に改定され、大田区の一部が新設の26区へ移ることとなった。それに伴って松原も26区へ国替えし、同時に立憲民主党離党を表明した。投開票の結果、石原が小選挙区で当選し、立憲民主党の新人である阿部祐美子が比例復活。

## 小選挙区選出議員
| 選挙名                 | 年     | 当選者     | 党派       |
| ---------------------- | ------ | ---------- | ---------- |
| 第41回衆議院議員総選挙 | 1996年 | 栗本慎一郎 | 自由民主党 |
| 第42回衆議院議員総選挙 | 2000年 | 松原仁     | 民主党     |
| 第43回衆議院議員総選挙 | 2003年 | 松原仁     | 民主党     |
| 第44回衆議院議員総選挙 | 2005年 | 石原宏高   | 自由民主党 |
| 第45回衆議院議員総選挙 | 2009年 | 松原仁     | 民主党     |
| 第46回衆議院議員総選挙 | 2012年 | 石原宏高   | 自由民主党 |
| 第47回衆議院議員総選挙 | 2014年 | 石原宏高   | 自由民主党 |
| 第48回衆議院議員総選挙 | 2017年 | 石原宏高   | 自由民主党 |
| 第49回衆議院議員総選挙 | 2021年 | 松原仁     | 立憲民主党 |
| 第50回衆議院議員総選挙 | 2024年 | 石原宏高   | 自由民主党 |

## 選挙結果
時の内閣：第1次石破内閣 解散日：2024年10月9日 公示日：2024年10月15日
当日有権者数：36万2508人 最終投票率：56.83%（前回比：3.04%） （全国投票率：53.85%（2.08%））
| 当落 | 候補者名   | 年齢 | 所属党派     | 新旧 | 得票数   | 得票率 | 惜敗率 | 推薦・支持 | 重複 |
| ---- | ---------- | ---- | ------------ | ---- | -------- | ------ | ------ | ---------- | ---- |
| 当   | 石原宏高   | 60   | 自由民主党   | 前   | 61,660票 | 30.59% | ――     | 公明党推薦 | ○    |
| 比当 | 阿部祐美子 | 60   | 立憲民主党   | 新   | 54,178票 | 26.88% | 87.87% |            | ○    |
|      | 奥本有里   | 47   | 国民民主党   | 新   | 30,351票 | 15.06% | 49.22% |            | ○    |
|      | 吉平敏孝   | 43   | 日本維新の会 | 新   | 25,745票 | 12.77% | 41.75% |            | ○    |
|      | 香西克介   | 48   | 日本共産党   | 新   | 12,056票 | 5.98%  | 19.55% |            |      |
|      | 川口めぐみ | 51   | 無所属       | 新   | 8,822票  | 4.38%  | 14.31% |            | ×    |
|      | 植木洋貴   | 42   | 参政党       | 新   | 8,731票  | 4.33%  | 14.16% |            |      |

- 奥本は2025年東京都議会議員選挙（新宿区選挙区）に立候補し当選。

時の内閣：第1次岸田内閣 解散日：2021年10月14日 公示日：2021年10月19日
当日有権者数：47万83人 最終投票率：59.87%（前回比：4.01%） （全国投票率：55.93%（2.25%））
| 当落 | 候補者名 | 年齢 | 所属党派   | 新旧 | 得票数    | 得票率 | 惜敗率 | 推薦・支持 | 重複 |
| ---- | -------- | ---- | ---------- | ---- | --------- | ------ | ------ | ---------- | ---- |
| 当   | 松原仁   | 65   | 立憲民主党 | 前   | 124,961票 | 45.88% | ――     |            | ○    |
| 比当 | 石原宏高 | 57   | 自由民主党 | 前   | 116,753票 | 42.87% | 93.43% | 公明党推薦 | ○    |
|      | 香西克介 | 45   | 日本共産党 | 新   | 30,648票  | 11.25% | 24.53% |            |      |

時の内閣：第3次安倍第3次改造内閣 解散日：2017年9月28日 公示日：2017年10月10日
当日有権者数：45万8241人 最終投票率：55.86%（前回比：0.40%） （全国投票率：53.68%（1.02%））
| 当落 | 候補者名 | 年齢 | 所属党派   | 新旧 | 得票数    | 得票率 | 惜敗率 | 推薦・支持 | 重複 |
| ---- | -------- | ---- | ---------- | ---- | --------- | ------ | ------ | ---------- | ---- |
| 当   | 石原宏高 | 53   | 自由民主党 | 前   | 107,708票 | 43.58% | ――     | 公明党推薦 | ○    |
| 比当 | 松原仁   | 61   | 希望の党   | 前   | 94,380票  | 38.18% | 87.63% |            | ○    |
|      | 香西克介 | 41   | 日本共産党 | 新   | 45,088票  | 18.24% | 41.86% |            |      |

時の内閣：第2次安倍改造内閣 解散日：2014年11月21日 公示日：2014年12月2日
当日有権者数：48万6466人 最終投票率：55.46%（前回比：8.15%） （全国投票率：52.66%（6.66%））
| 当落 | 候補者名 | 年齢 | 所属党派   | 新旧 | 得票数    | 得票率 | 惜敗率 | 推薦・支持               | 重複 |
| ---- | -------- | ---- | ---------- | ---- | --------- | ------ | ------ | ------------------------ | ---- |
| 当   | 石原宏高 | 50   | 自由民主党 | 前   | 115,623票 | 44.25% | ――     | 公明党推薦               | ○    |
| 比当 | 松原仁   | 58   | 民主党     | 前   | 111,353票 | 42.62% | 96.31% | 維新の党東京都総支部推薦 | ○    |
|      | 香西克介 | 38   | 日本共産党 | 新   | 34,295票  | 13.13% | 29.66% |                          |      |

時の内閣：野田第3次改造内閣 解散日：2012年11月16日 公示日：2012年12月4日
当日有権者数：48万107人 最終投票率：63.61%（前回比：3.69%） （全国投票率：59.32%（9.96%））
| 当落 | 候補者名 | 年齢 | 所属党派     | 新旧 | 得票数    | 得票率 | 惜敗率 | 推薦・支持   | 重複 |
| ---- | -------- | ---- | ------------ | ---- | --------- | ------ | ------ | ------------ | ---- |
| 当   | 石原宏高 | 48   | 自由民主党   | 元   | 122,314票 | 41.95% | ――     | 公明党推薦   | ○    |
| 比当 | 松原仁   | 56   | 民主党       | 前   | 120,298票 | 41.26% | 98.35% | 国民新党推薦 | ○    |
|      | 池田剛久 | 47   | 日本未来の党 | 新   | 25,773票  | 8.84%  | 21.07% | 新党大地推薦 | ○    |
|      | 香西克介 | 36   | 日本共産党   | 新   | 23,167票  | 7.95%  | 18.94% |              |      |

時の内閣：麻生内閣 解散日：2009年7月21日 公示日：2009年8月18日
当日有権者数：47万4069人 最終投票率：67.30%（前回比：0.45%） （全国投票率：69.28%（1.77%））
| 当落 | 候補者名 | 年齢 | 所属党派   | 新旧 | 得票数    | 得票率 | 惜敗率 | 推薦・支持 | 重複 |
| ---- | -------- | ---- | ---------- | ---- | --------- | ------ | ------ | ---------- | ---- |
| 当   | 松原仁   | 53   | 民主党     | 前   | 163,791票 | 52.21% | ――     |            | ○    |
|      | 石原宏高 | 45   | 自由民主党 | 前   | 121,699票 | 38.79% | 74.30% | 公明党推薦 | ○    |
|      | 沢田英次 | 66   | 日本共産党 | 新   | 28,221票  | 9.00%  | 17.23% |            |      |

時の内閣：第2次小泉改造内閣 解散日：2005年8月8日 公示日：2005年8月30日 最終投票率：66.85% （全国投票率：67.51%（7.65%））
| 当落 | 候補者名 | 年齢 | 所属党派   | 新旧 | 得票数    | 得票率 | 惜敗率 | 推薦・支持 | 重複 |
| ---- | -------- | ---- | ---------- | ---- | --------- | ------ | ------ | ---------- | ---- |
| 当   | 石原宏高 | 41   | 自由民主党 | 新   | 151,989票 | 50.73% | ――     |            | ○    |
| 比当 | 松原仁   | 49   | 民主党     | 前   | 123,999票 | 41.39% | 81.58% |            | ○    |
|      | 後藤均   | 44   | 日本共産党 | 新   | 23,611票  | 7.88%  | 15.53% |            |      |

時の内閣：第1次小泉第2次改造内閣 解散日：2003年10月10日 公示日：2003年10月28日 （全国投票率：59.86%（2.63%））
| 当落 | 候補者名 | 年齢 | 所属党派   | 新旧 | 得票数    | 得票率 | 惜敗率 | 推薦・支持 | 重複 |
| ---- | -------- | ---- | ---------- | ---- | --------- | ------ | ------ | ---------- | ---- |
| 当   | 松原仁   | 47   | 民主党     | 前   | 122,181票 | 47.30% | ――     |            | ○    |
|      | 石原宏高 | 39   | 自由民主党 | 新   | 113,494票 | 43.94% | 92.89% |            | ○    |
|      | 大貫清文 | 46   | 日本共産党 | 新   | 22,615票  | 8.76%  | 18.51% |            |      |

時の内閣：第1次森内閣 解散日：2000年6月2日 公示日：2000年6月13日 （全国投票率：62.49%（2.84%））
| 当落 | 候補者名   | 年齢 | 所属党派   | 新旧 | 得票数   | 得票率 | 惜敗率 | 推薦・支持 | 重複 |
| ---- | ---------- | ---- | ---------- | ---- | -------- | ------ | ------ | ---------- | ---- |
| 当   | 松原仁     | 43   | 民主党     | 新   | 84,372票 | 33.70% | ――     |            | ○    |
|      | 内藤尚     | 53   | 自由民主党 | 新   | 82,954票 | 33.14% | 98.32% |            | ○    |
|      | 若月秀人   | 57   | 日本共産党 | 新   | 38,812票 | 15.50% | 46.00% |            |      |
|      | 坪谷郁子   | 42   | 自由党     | 新   | 18,991票 | 7.59%  | 22.51% |            | ○    |
|      | 梅蘭       | 35   | 社会民主党 | 新   | 13,575票 | 5.42%  | 16.09% |            | ○    |
|      | 岩崎弥太郎 | 41   | 無所属     | 新   | 7,269票  | 2.90%  | 8.62%  |            | ×    |
|      | 高信太郎   | 55   | 自由連合   | 新   | 4,357票  | 1.74%  | 5.16%  |            |      |

時の内閣：第1次橋本内閣 解散日：1996年9月27日 公示日：1996年10月8日 （全国投票率：59.65%（8.11%））
| 当落 | 候補者名   | 年齢 | 所属党派     | 新旧 | 得票数   | 得票率 | 惜敗率 | 推薦・支持   | 重複 |
| ---- | ---------- | ---- | ------------ | ---- | -------- | ------ | ------ | ------------ | ---- |
| 当   | 栗本慎一郎 | 54   | 自由民主党   | 前   | 73,055票 | 32.19% | ――     | 自由連合推薦 | ○    |
|      | 松原仁     | 40   | 新進党       | 新   | 67,653票 | 29.81% | 92.61% |              |      |
|      | 若月秀人   | 53   | 日本共産党   | 新   | 43,263票 | 19.06% | 59.22% |              |      |
|      | 宇佐美登   | 29   | 新党さきがけ | 前   | 35,025票 | 15.43% | 47.94% |              |      |
|      | 岩崎弥太郎 | 54   | 無所属       | 新   | 7,982票  | 3.52%  | 10.93% |              | ×    |

- 栗本はその後離党、第42回は自由連合から12区に立候補し落選。
- 宇佐美はその後民主党に移籍。4区に国替えし第43回で当選（現在は離党）。